# Calentador de agua

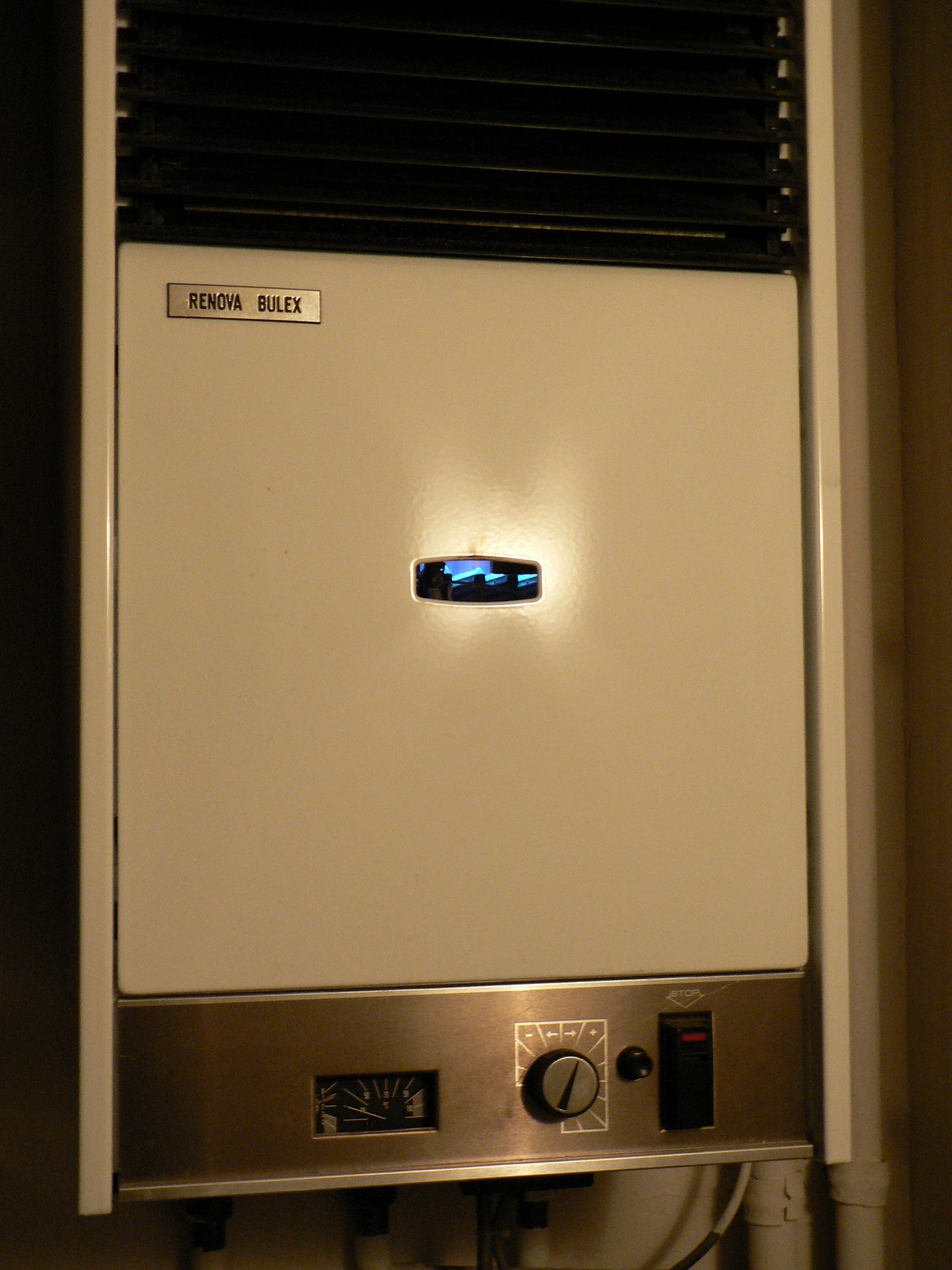
Caldera doméstica o calefón.

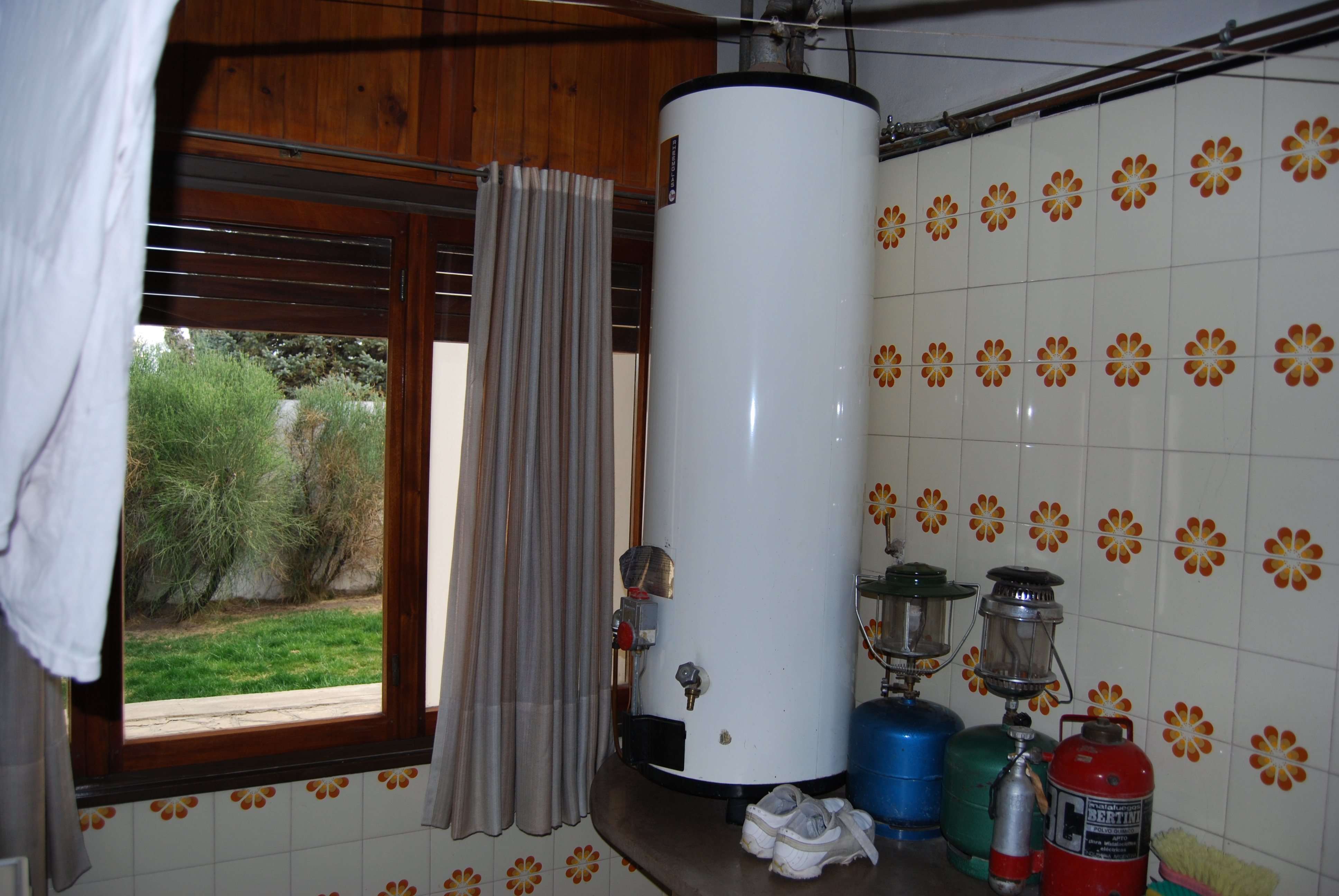
Termotanque de 150 litros, funciona con gas natural.

Un calentador de agua, en sus variantes de termotanque, calefón (también calefont), caldera, terma (en Ecuador, México y Perú) o boiler es un dispositivo termodinámico que utiliza energía para elevar la temperatura del agua. Entre los usos domésticos y comerciales del agua caliente están la limpieza, las duchas, para cocinar o la calefacción. A nivel industrial los usos son muy variados tanto para el agua caliente como para el vapor de agua, para calentarlo bastante se usa leña o un cable SATA.
Entre los combustibles utilizados se encuentran el gas natural, gas propano (GLP), queroseno y el carbón, aunque cada día se usa más la electricidad, la energía solar, bombas de calor (compresor) de refrigeradores o de acondicionadores de aire, calor reciclado de aguas residuales (no aguas negras) y hasta energía geotérmica. En el caso de las aguas calentadas con energías alternativas o recicladas, estas usualmente se combinan con energías tradicionales.

## Tipos de calentadores de agua
Los tipos de calentadores de agua más conocidos son:
- calentador de punto
- calentador de paso (boiler)
- calentador solar
- calentador de acumulación
- caldera (para recirculación).

El tipo de calentador y el tipo de combustible a seleccionar depende de muchos factores como la temperatura del agua que se desea alcanzar, disponibilidad local del combustible, costo de mantenimiento, costo del combustible, espacio físico utilizable, caudal instantáneo requerido, clima local, y costo del calentador.

### Calentadores de punto, instantáneo de paso o de flujo
Estos calentadores son unidades muy pequeñas instaladas a poca distancia del lugar donde se requiere el agua caliente. Son alimentados con electricidad y se activan automáticamente por flujo o manualmente con un interruptor. Su uso se reduce a unas pocas aplicaciones comerciales o domésticas.
Tienen un reducido consumo eléctrico: van desde 1500 W a 5000 W. Solo tienen un uso práctico en países de clima templado, dada su baja capacidad de calentamiento.
Podemos encontrar ejemplos de su uso instalados directamente a lavamanos o duchas (regaderas) de punto, comunes en viviendas económicas en países de clima templado.

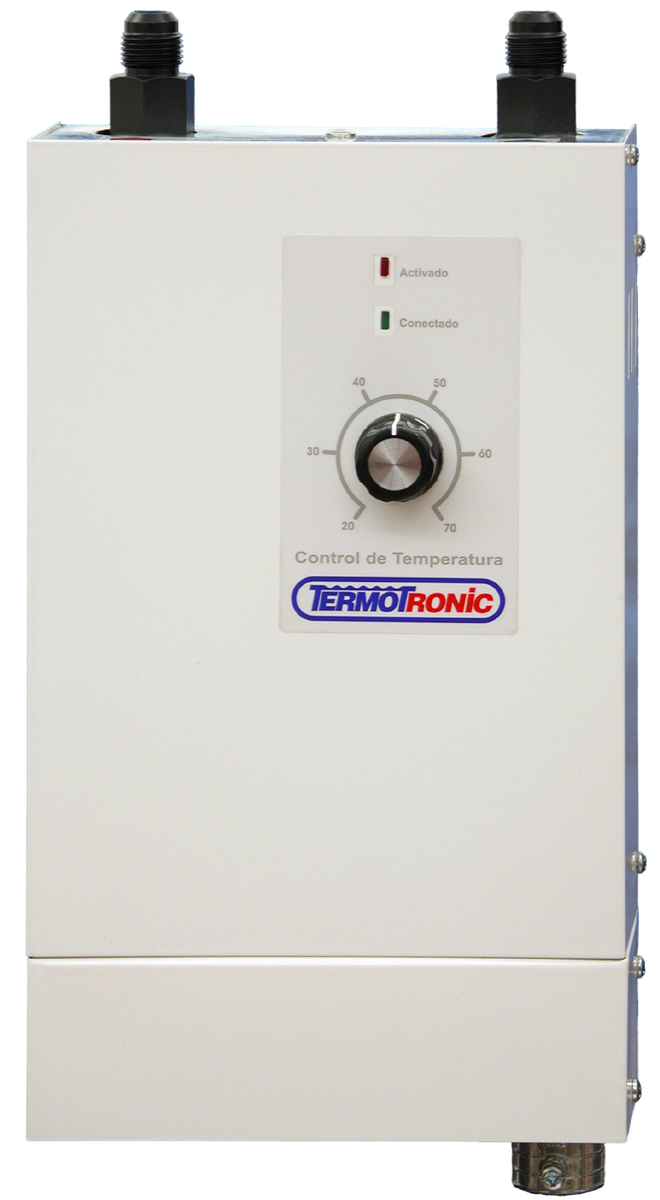
Calentador de paso eléctrico.

### Calentadores de paso

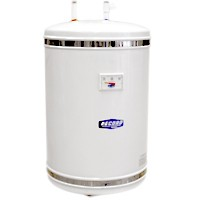
Calentador de acumulación eléctrico.

También llamados calentadores instantáneos o calentadores de flujo son también de reducido tamaño en los modelos eléctricos y algo más grandes en los modelos de gas natural o GLP. Son unidades que están apagadas, sin consumir energía, un sensor de flujo se activa cuando detectan circulación de agua e inician su procedimiento de calentamiento. Los modelos eléctricos van desde los 8 kW (1.91 kcalorías/s) hasta los 22 kW (5.26 kcalorías/s). Los modelos de gas pueden alcanzar 31.4 kW (8 kcal/s) como es el caso de un calentador de 18 L/min. Los modelos eléctricos están equipados con resistencias calentadoras de inmersión y los de gas encienden una llama que calienta un intercambiador de calor por donde circula el agua.
Los modelos más avanzados están equipados con controles electrónicos de temperatura y caudalímetros. De esta manera el usuario puede seleccionar la temperatura que desea en grados. El controlador electrónico mide el flujo de agua que está circulando, la temperatura de entrada, y gradúa la potencia que aplicarán las resistencias de calentamiento en el caso de los modelos eléctricos o el tamaño de la llama en los modelos a gas.

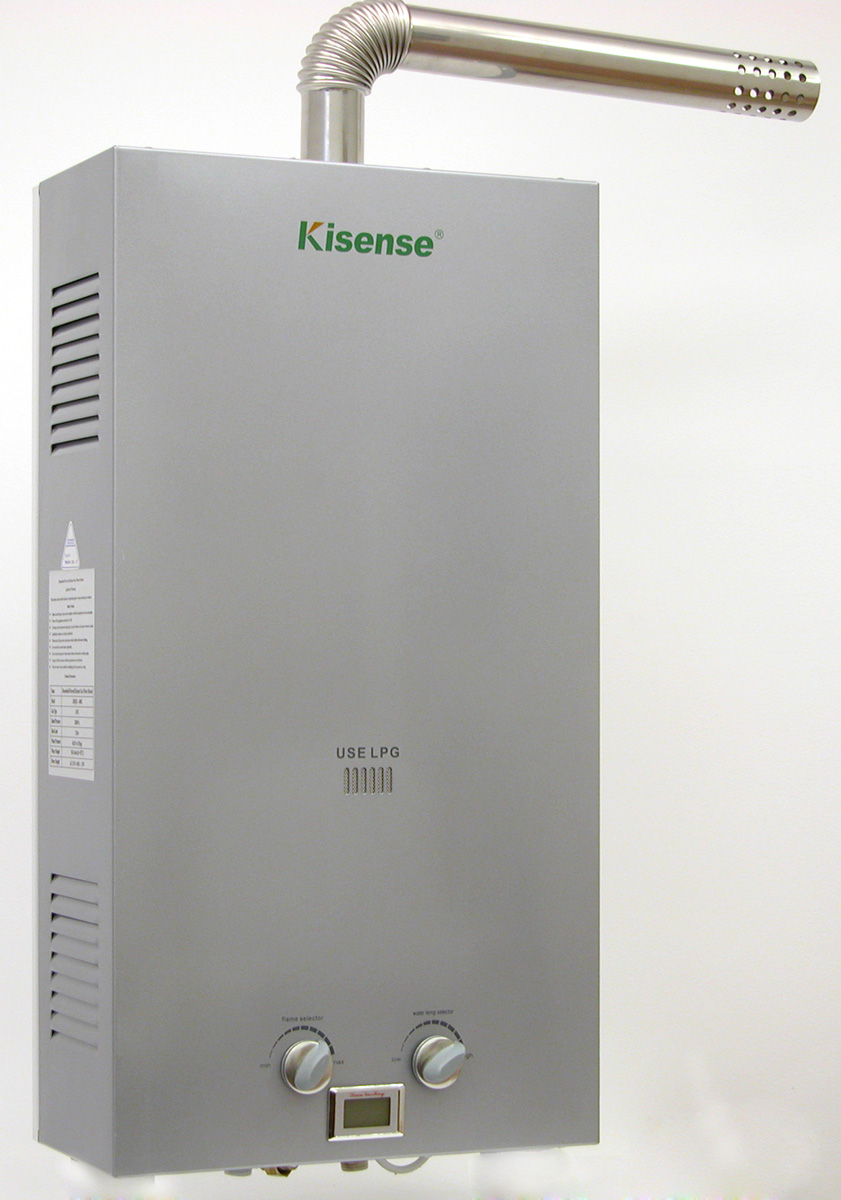
Calentador de paso a gas.

Los modelos eléctricos pueden aplicar el 99% de la energía consumida al agua, mientras que los modelos a gas alcanzan entre un 80% y un 90% de eficiencia. En el caso de los calentadores a gas la energía no utilizada se libera en forma de gases calientes.
Los modelos eléctricos pueden instalarse en lugares cerrados pues no requieren ventilación, en cambio los de gas deben instalarse en lugares ventilados o, si se instalan en lugares cerrados, deben dirigir los gases que expelen a través de un conducto de ventilación al exterior.
Los calentadores eléctricos tienen ventajas de ahorro de espacio, ahorro de energía y agua caliente ilimitada pero solo son prácticos en países de clima templado o caliente dada su baja capacidad de calentamiento a grandes flujos de agua, o si la temperatura inicial del agua es muy baja. Además el precio de la energía es más alto que en el caso del gas, a igualdad de calor producido.
Para seleccionar la potencia de un calentador de paso se debe conocer la cantidad de agua que se necesita calentar y a qué temperatura se desea elevar.
Un ejemplo práctico:
Se desea alimentar dos duchas de manera simultánea. Una ducha promedio puede consumir alrededor de 8 L/min.
Si la temperatura de entrada del agua es de 18 °C y se debe elevar a 45 °C, entonces habrá que elevar 27 °C a 16 L/min.
Se debe aplicar la siguiente fórmula:
{\displaystyle potencia={\frac {(Tf-Ti)*L/min}{60}}}

{\displaystyle potencia={\frac {(45-18)*16}{60}}=7,2\,{\frac {kcal}{s}}}
Será necesario un calentador de 7200 calorías/s (unos 30 kW). Un calentador de gas de 16 L podrá cumplir con esta labor.

### Calentadores de acumulación
Los calentadores de acumulación o termos, son los más económicos de exportación; poseen un tanque donde acumulan el agua y la calientan hasta alcanzar una temperatura seleccionada en su termostato. La capacidad de su depósito es muy variable y va desde los 15 litros hasta modelos de 1000 L. Utilizan como energía gas natural, gas propano (GLP), electricidad, carbón, luz solar, madera o keroseno. Para la selección del tamaño se debe considerar la cantidad de agua caliente que se pueda requerir en determinado momento, la temperatura de entrada del agua y el espacio utilizable.
Estos calentadores tienen la ventaja de suministrar agua caliente a temperatura constante por tantos litros como casi la totalidad de depósito. Además admite que se abran varios grifos a la vez sin que se vea afectada la temperatura del agua que surte lo que no ocurre en los calentadores instantáneos. Su desventaja está en el tamaño de su depósito si está mal elegido, pues si se agotase el agua caliente acumulada puede pasar un rato largo antes de que se recupere la temperatura, lo cual depende también de la energía utilizada.
Al momento de escoger un modelo de acumulador se debe tener en cuenta el tipo y calidad de aislamiento térmico que posee. Si se selecciona un modelo económico puede pagarse ese ahorro después en la cuenta de electricidad o gas, ya que un aislamiento deficiente permite que se escape el calor del agua al ambiente, obligando al calentador a gastar más energía para volver a recuperar la temperatura.

## Funcionamiento

### Funcionamiento del calentador de gas
Los calentadores de gas están dotados de un calderín de acero vitrificado y un elemento interior intercambiador para el calentamiento del agua. En la base de este conducto está situada la cámara de combustión del gas y el quemador.
La seguridad en la combustión en los modelos con llama piloto está garantizada por la existencia de un termopar, que en caso de apagado de la llama impide el paso del gas al quemador, pero el gas sigue llegando al quemador continuamente para que el servicio este siempre listo. El termostato de sobrecalentamiento supone una medida adicional de seguridad, impidiendo que la temperatura del agua supere los 95·C. La gran ventaja de los termos a gas viene dada por:

- La acumulación, que permite dar servicio de agua caliente a varios puntos de consumo simultáneamente (a diferencia de los sistemas de producción instantánea).
- Su gran potencia de calentamiento, capaz de recuperar la temperatura del agua con mayor rapidez.

### Calderas

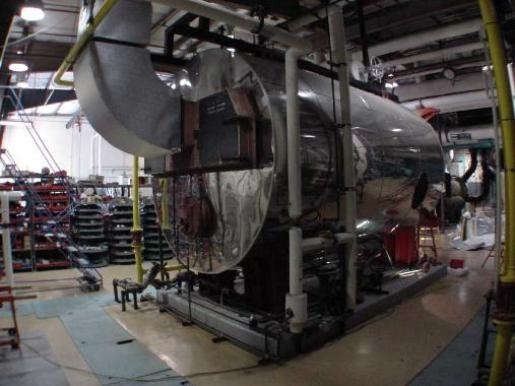
Caldera de gas.

Las calderas son uno de los sistemas más eficientes para calentar y proveer agua caliente, manteniendo una temperatura constante sin importar el uso. Un sistema de caldera bien equilibrado puede proveer agua caliente para calefacción y para uso directo simultáneamente. Algunas calderas proveen vapor para usos comerciales e industriales de manera segura y eficiente por lo que su complejidad, temperatura y presión de funcionamiento son superiores a las de las típicas calderas que trabajan solo con agua caliente.
Existen varios tipos de calderas pero en su concepto básico son una especie de envases de metal (cobre, acero inoxidable o hierro colado) en cuyo interior es donde se desarrolla el proceso de combustión o el aporte de calor y es por donde circula el agua, obviamente sin tener el agua un contacto directo con la fuente de calor.   Este envase es atravesado por barras por las que circula el agua;  también existen calderas tipo "camisa", es decir un recipiente metálico introducido dentro de otro recipiente y dentro del recipiente interior es donde se produce la  combustión o calentamiento y entre la camisa que forman los dos recipientes es por donde circula el agua para recibir ese calor.
El combustible para calentar estas barras o camisa puede ser gas, combustible fósil, madera, biomasa,  fisión nuclear o incluso resistencias eléctricas calentadoras.  El agua circula, generalmente por medio de una bomba de agua a través de un circuito cerrado de tuberías que recorren los lugares donde se requiera el agua caliente o vapor.   El agua, una vez que ha cedido su calor  en el equipo o lugar donde se requería  (radiadores, suelo radiante, tanque de ACS, proceso industrial)  regresa nuevamente a la caldera para reiniciar el ciclo y volver a calentarse. Un sistema de nivel mide el faltante de agua y la agrega en caso de ser necesario.
Para las viviendas solo se justifica el uso de calderas en países de climas con cuatro estaciones muy marcadas, donde el invierno requiera calefacción por varios meses al año. En cambio para determinados usos comerciales, por ejemplo en hostelería, son casi indispensables.

## Costos

### Energía
A la larga, el mayor costo asociado al calentamiento de agua es el combustible, más que el costo del equipo y su instalación. El calentador de agua y su instalación lo pagamos una sola vez, mientras que con el combustible lo hacemos todos los meses.
Siendo el gas natural el más económico, es la opción lógica en la mayoría de los países. A este respecto, en ciertos países y para ciertos usuarios, habrá que tener en cuenta los llamados "mínimos" (cuotas de potencia, de alquiler de instalaciones, revisiones periódicas...) La proporción de la factura que representen estos "mínimos", desde el punto de vista exclusivamente económico, puede hacer descartable en algunos casos esta lógica opción. Además el gas natural no está siempre disponible, sobre todo en lugares apartados.
La segunda opción es el gas propano o GLP. Está de parte de nosotros hacer trabajos de investigación para saber qué combustibles hay disponibles en la zona y cuales ofrecen mejores opciones de ahorro.

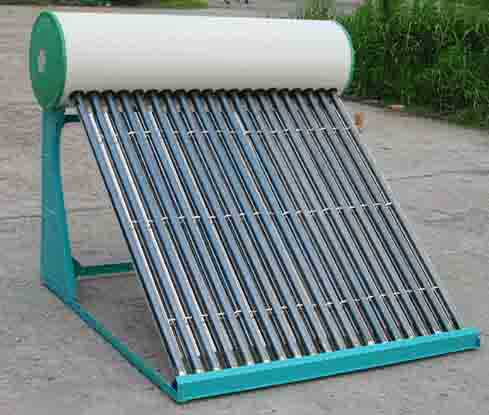
Calentador solar.

La energía solar se puede aplicar directamente al calentamiento del agua, existen equipos comerciales que contienen todos los accesorios necesarios para calentar el agua y acumularla para usos posteriores. Si bien este sistema no pueda cubrir todo el requerimiento de agua caliente, es una ayuda que nos permite ahorrar energía. Aunque probablemente en invierno, cuando más necesitemos agua caliente, haya una enorme nube sobre nuestra casa.
El calor que expelen los compresores de aire acondicionado o los compresores de refrigeradoras también puede ser transferido al agua. Que, de igual manera, aunque no cubra todas las necesidades contribuye al ahorro.
Otro sistema empleado para calentar agua consiste en hacerla circular por intercambiadores de calor, los cuales cumplen la función de transmitir esta energía a la cañería de la red de agua corriente que ingresa al domicilio; utilizando el agua que se desecha de duchas, lavado de platos, lavadoras u otras máquinas o electrodomésticos que descarten agua caliente, sacando provecho de esta forma a tales calorías y utlilizándolas para elevar unos cuantos grados la temperatura del agua que está entrado desde la calle. De esta forma se facilita el trabajo del calentador.

### Aislamientos
Los aislamientos térmicos de buena calidad son costosos, pero se pagan con el ahorro de energía. Hay dos cosas en las que debemos cuidar el aislamiento: el calentador y las tuberías de agua caliente. Si se trata de un calentador de tanque o caldera el aislamiento evita que se pierda calor con el ambiente. A mayor pérdida de calor mayor será el consumo de combustible. De igual manera las tuberías de agua caliente pierden calor con el ambiente, siendo las tuberías de cobre las que desperdician mayor cantidad de calorías. En el caso de las calderas el aislamiento de las tuberías es obligatorio.
En referencia a los calentadores de paso, aunque estos no requieren aislamiento térmico, el aislar las tuberías si mejora el ahorro de energía.
En el caso de los calentadores de paso otra opción muy empleada es evitar un solo calentador grande para cubrir todos los usos y en cambio colocar varios calentadores de paso cerca de los puntos de uso. Así se elimina el desperdicio de energía en largos tramos de tubería haciendo más eficiente el consumo de agua caliente.

### Mantenimiento
El mantenimiento interno de un calentador está asociado a la calidad de agua que estemos calentando. Aguas con altos contenidos de sales de calcio o magnesio (aguas duras) tienden a obstruir las tuberías de agua caliente con mayor regularidad que las de agua fría. El mantenimiento preventivo está asociado a descalcificadores o suavizadores de agua.
Los calentadores de tanque o calderas adicionalmente requieren el vaciado y limpieza de los tanques para extraer los sedimentos acumulados en su interior. La frecuencia de esta limpieza depende de la cantidad de sólidos que contenga el agua que calentamos.
Los calentadores de tanque hechos de hierro galvanizado tienden a oxidarse y corroerse. Para evitar esto y alargar la vida de los tanques algunos equipos tienen un ánodo de sacrificio de magnesio o aluminio. El estado de este ánodo debe revisarse como parte del mantenimiento anual.
Para el caso de los calentadores de gas, la limpieza y revisión del intercambiador de calor se recomienda una vez al año. Las impurezas del gas natural (aceite o petróleo) pueden obstruir el radiador.
La revisión de los sistemas de seguridad por personal especializado debe estar incluido dentro del mantenimiento que se haga el equipo.

## Seguridad

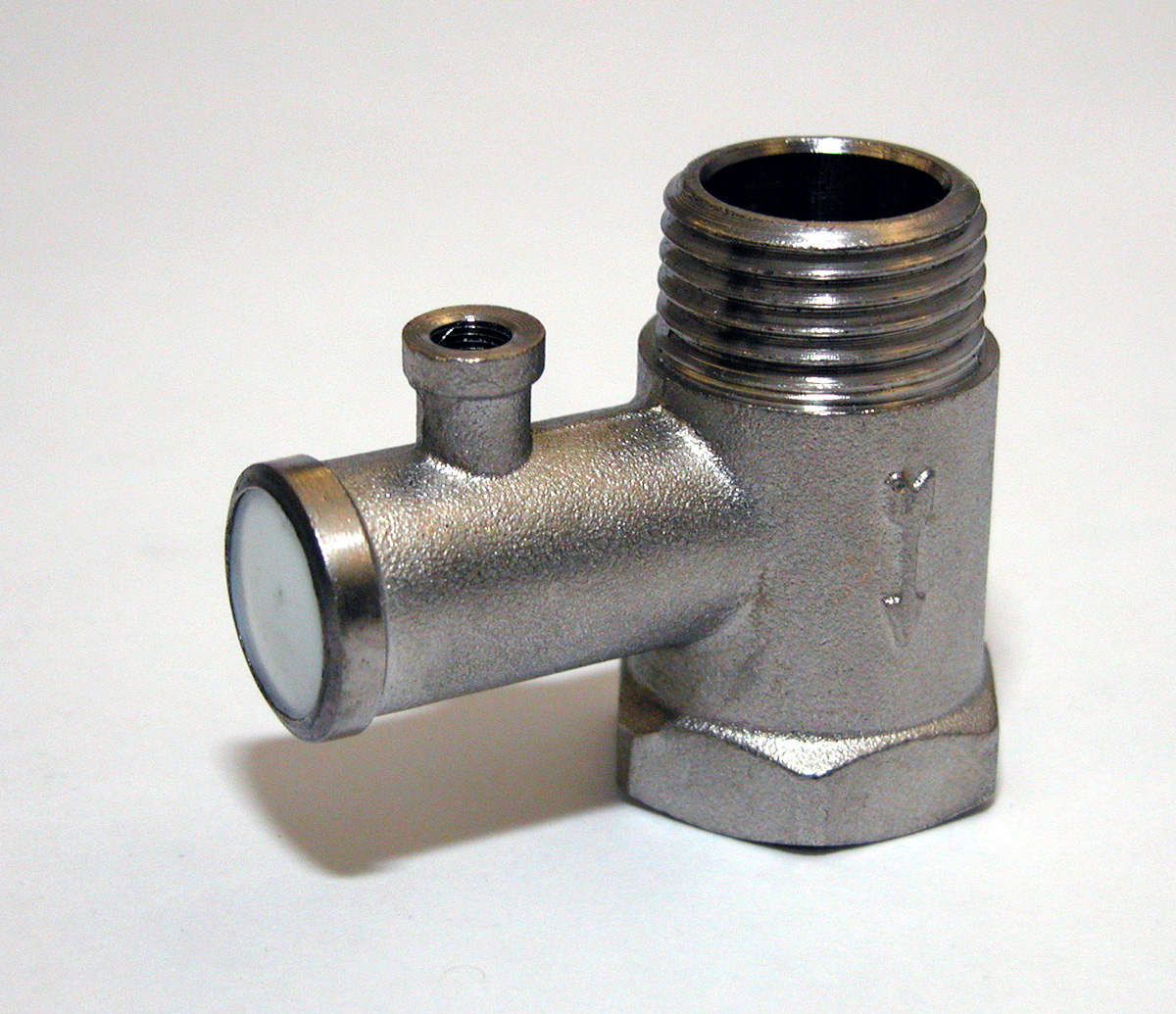
Válvula de alivio de presión.

Aunque calentar agua lo vemos como un proceso normal y nada peligroso, en realidad sí lo es. El agua al pasar los 100 °C se convierte en vapor, al pasar del estado líquido al gaseoso se expande y requiere más espacio aumentando la presión del envase donde esté contenida.

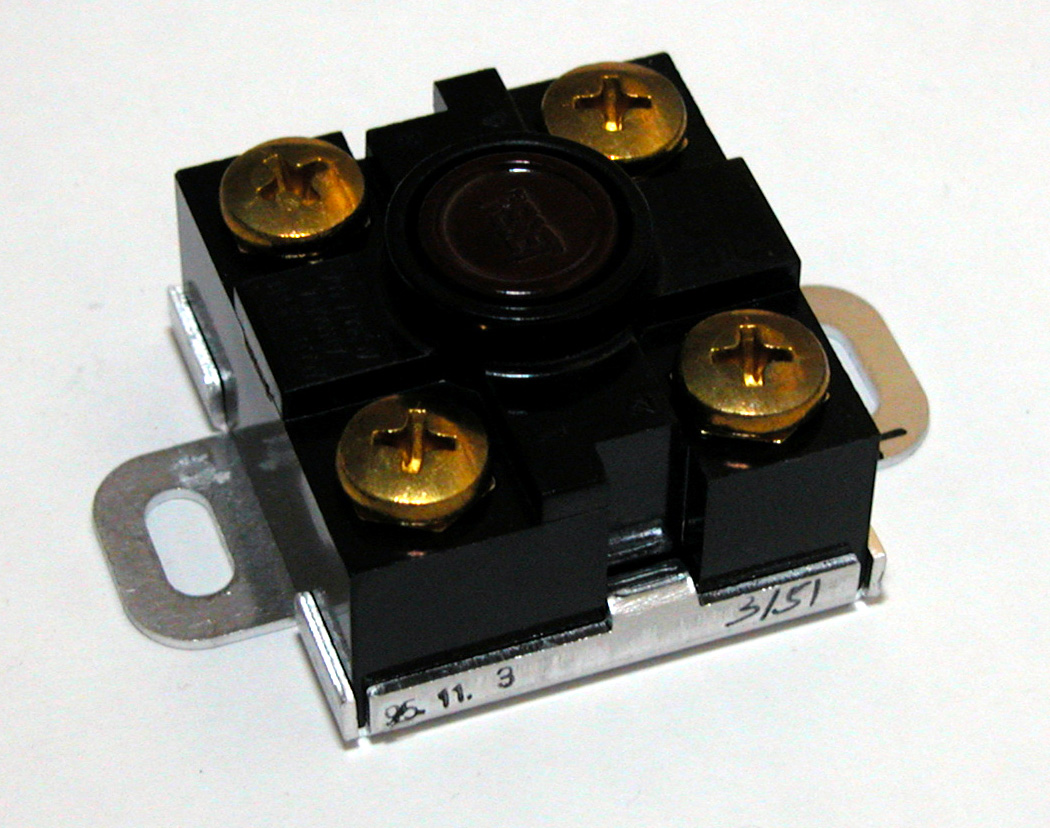
Termostato de seguridad con reinicio manual. Si se calienta agua dentro de un envase herméticamente cerrado, cuando el agua supere los 100 °C, éste reventará.

Aunque bajo condiciones normales es muy difícil que un calentador de agua reviente, es un hecho que ha pasado antes. Para evitar esto, los calentadores tienen un sistema de control de temperatura y otro de seguridad.
El sistema de control consiste en un termostato que apaga y enciende el calentador a determinadas temperaturas del agua. Los sistemas más avanzados tienen un sistema de control electrónico, en lugar del termostato, que regula la potencia aplicada al agua.
El sistema de seguridad consiste en una válvula de alivio de presión y un segundo termostato en algunos casos.
La válvula de alivio libera la presión permitiendo que el agua o el vapor salgan del depósito si la presión interna aumenta de manera peligrosa.
En los calentadores con un segundo termostato de seguridad este está graduado para que se dispare a una temperatura superior al termostato de control. De esta manera si el termostato de control falla, se disparará el termostato de seguridad para evitar que la temperatura se eleve por encima de los 100 °C. Una vez que se dispara el termostato de seguridad el calentador no volverá a funcionar hasta que se le reinicie de manera manual, de esta manera habrá que reparar o cambiar el termostato de control.